# Претто, Марио
Ма́рио Пре́тто (итал. Mario Pretto; 7 октября 1915, Скио, Венеция — 2 апреля 1984, Кампинас, Сан-Паулу) — итальянский футболист, игравший на позиции защитника. В качестве игрока выступал за клуб «Наполи», по завершении игровой карьеры — тренер. Руководил сборной Боливии на чемпионате мира 1950 года.

## Карьера футболиста
Претто, игравший на позиции защитника, начинал свою карьеру в клубе своего родного города, «Скио», а в 1937 году за 15 тысяч лир перешёл в «Наполи», за который играл на протяжении всей карьеры. Его дебют в чемпионате Италии состоялся 3 октября 1937 года в матче против «Милана» (1:1). За 10 сезонов в составе клуба он отыграл 223 матча и отличился голом с пенальти в матче против «Алессандрии» 11 ноября 1945 года.

## Тренерская карьера
По завершении игровой карьеры эмигрировал в Южную Америку, где в 1950 году возглавил «Литораль» из Ла-Паса, а следом и тренерский штаб национальной сборной Боливии, которой руководил на чемпионате мира 1950 года в Бразилии. На этом турнире боливийцы попали в одну группу с Уругваем, Турцией и Шотландией, но последние две команды не приехали на турнир по разным причинам. В результате состоялась лишь одна игра между Боливией и будущим победителем турнира, Уругваем. Уругвайцы уверенно победили со счётом 8:0, и это сокрушительное поражение стало единственным матчем боливийцев на чемпионате мира этого года.
В 1951 году переехал в Чили, где возглавлял клуб «Аудакс Итальяно» до 1954 года, а в следующем году работал ассистентом Луиса Тирадо в национальной сборной страны.
В 1957 году отправился в Бразилию, где несколько месяцев был тренером «Гуарани», а затем поселился в Кампинасе. В этом городе он и умер 2 апреля 1984 года на 69-м году жизни.

## Вне футбола
В 1948 году он снялся в итальянском фильме «Одиннадцать человек и мяч» вместе с футболистами Амедео Амадеи, Карло Паролой, Леандро Ремондини и Этторе Пуричелли.